# Будинок Яна Матейка у Кракові
Будинок Яна Матейка у Кракові – музей Яна Матейка, заснований у 1895 році, від 1904 року відділ Національного музею у Кракові.

## Історія

### Історія будинку
Будинок за адресою Флоріанська 41 був побудований у XVI столітті як одноповерхова кам'яниця. У XVIII столітті до кам'яниці надбудували другий, а на початку XIX століття — третій поверх. У 1752 р. кам'яницю придбали Ігнацій та Анна Гендльові, у 1794 р. Ян Пьотр та Маріанна Россберги, мати Францішка Ксаверія Матейка. Після його смерті у 1860 році кам'яницю успадкували його діти. У 1871 році Ян Матейко, один із синів Францішка Ксаверія, заплатив відступне братам та сестрам та отримав кам'яницю у власність. Протягом двох років Ян Матейко перебудовував будинок, після чого замешкав там з родиною.

### Створення та історія музею
Наступного дня після похорону Яна Матейка, 8 листопада 1893 року у краківській газеті «Czas» була опублікована стаття історика Маріяна Соколовського, в якій він навів приклади будинків–музеїв, наприклад Рафаеля в Урбіно або Мікеланджело у Флоренції та закликав вшанувати постать та заслуги Яна Матейка подібним чином. Князь Євстахій Сангушко, очільник Товариства імені Яна Матейка, розпочав збір відповідних коштів. 7 листопада 1895 року, у другу річницю похорону художника, кам’яниця на вулиці Флоріанській була викуплена у родини художника разом із частиною колекції. 1 травня 1896 року вітальня і спальня були відкриті для відвідувачів як перша частина створюваного музею. Одночасно проводився збір архіву публікацій про Яна Матейка та були зібрані фотографії майже всіх картин майстра.

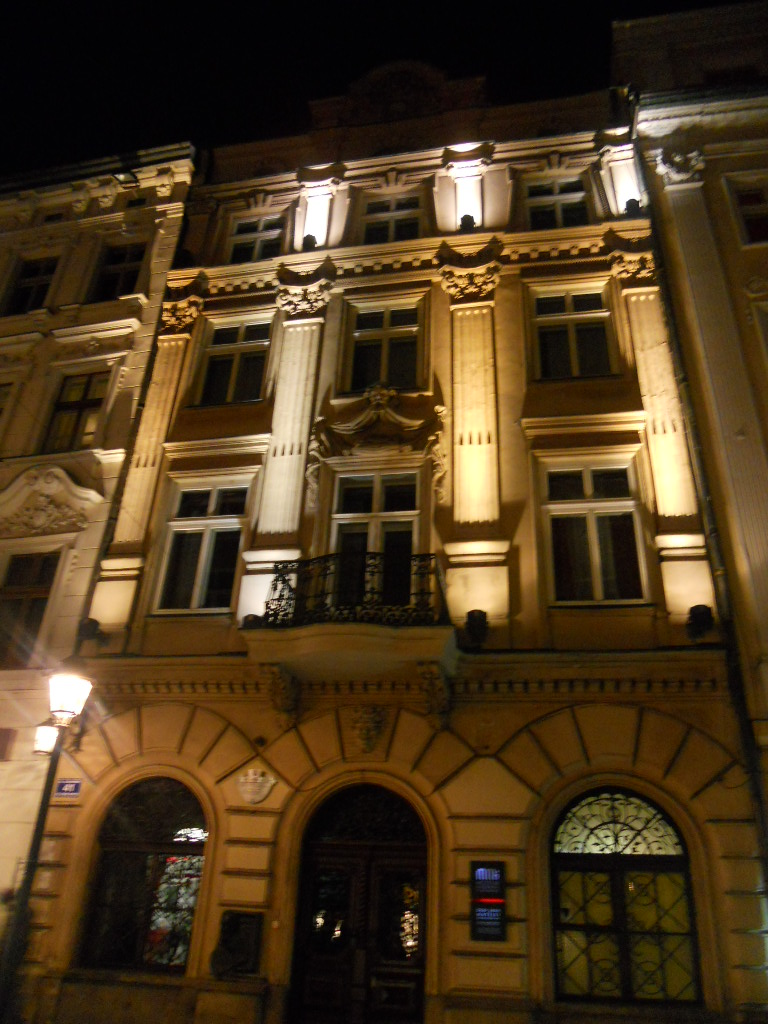
Будинок Яна Матейка вночі

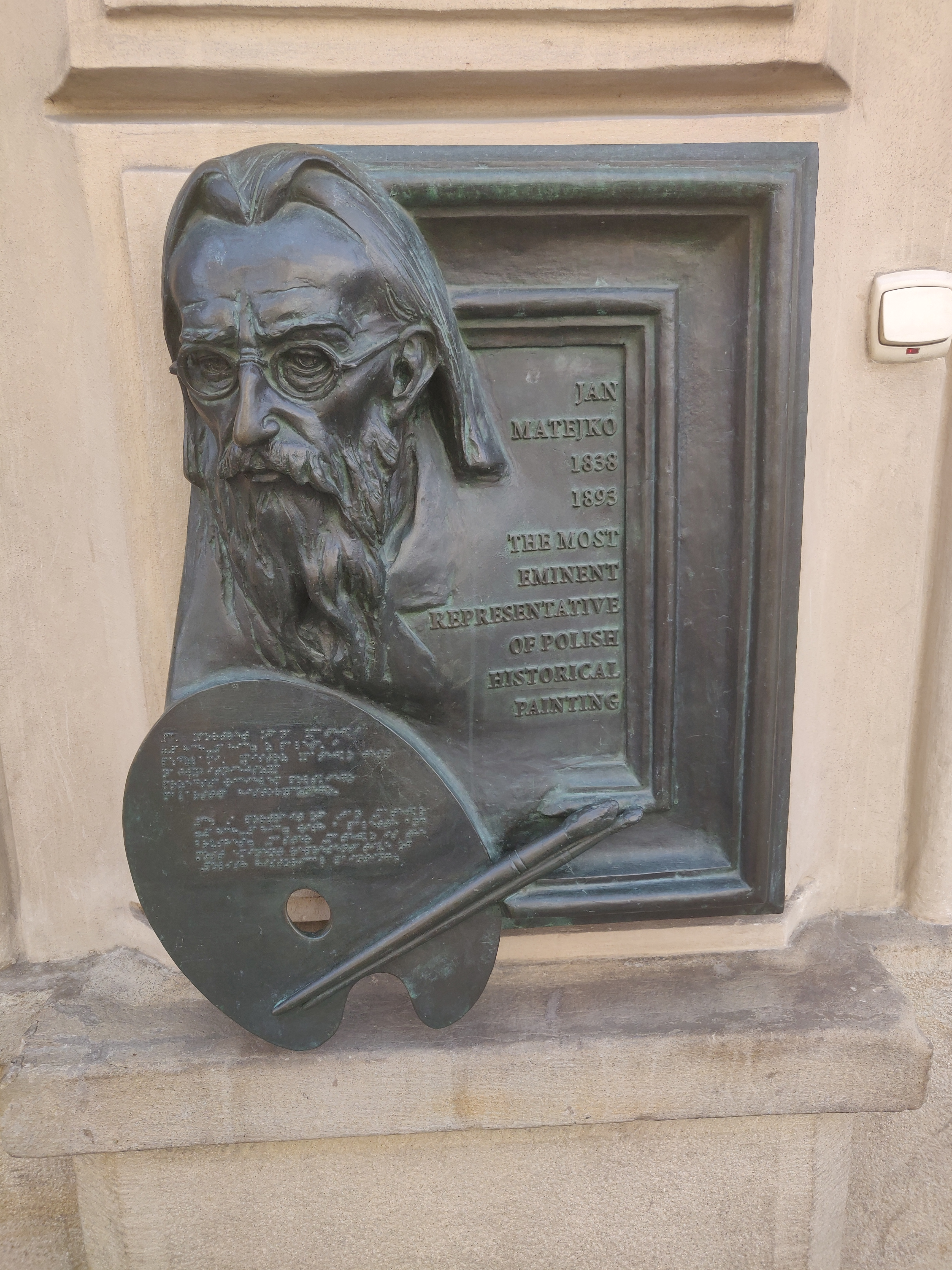
Барельєф на будинку Яна Матейка

Кам'яниця була пристосована для потреб музею та перебудована під керівництвом Тадеуша Стриєнського у 1896–1898 роках та Зигмунта Генделя у 1901–1904 роках. 26 червня 1904 року Товариство імені Яна Матейка офіційно передало музей міській раді Кракова, яка згодом передала його під керівництво Національного музею. Під час Другої світової війни, побоюючись пограбування нацистами, у 1940 році частина його колекції була розміщена в будинку Матейка, який на той час був закритий. Після Другої світової війни двері музею знову відчинилися після капітального ремонту в 1953 році. У 2009 році кам'яниця була відремонтована черговий раз.
На першому поверсі розташована спальня, яку називають кімнатою під зірками, та вітальня Матеєків. На другому поверсі, в кімнаті, де 24 червня 1838 народився художник, встановлено меморіальну дошку з латинським написом, який у польському перекладі є натяком на слабке здоров’я та малий зріст Матейка. Він звучить так: «Бог часто вносить велич у малу форму». („Saepe providet Deus, ut magna claudantur parvis”). На третьому поверсі, надбудованому у 1872–1873 роках Томашем Прилінським на замовлення Матейка, розташована майстерня художника.